# Distrito de Chicche
El distrito de Chicche es uno de los veintiocho que conforman la provincia de Huancayo, ubicada en el Departamento de Junín, bajo la administración del Gobierno regional de Junín, en el Perú.  Limita por el norte y por el oeste con la Provincia de Chupaca; por el este con el Distrito de Colca; por el sur con los distritos de Chacapampa y Chongos Alto; y, por el oeste con los distritos de Huasicancha y Chongos Alto.
Desde el punto de vista jerárquico de la Iglesia católica forma parte de la Arquidiócesis de Huancayo.

## Historia
El distrito fue creado por Ley N.º 13745 del 2 de diciembre de 1961, en el segundo gobierno del Presidente Manuel Prado Ugarteche. El distrito de Chicche cuenta con cinco anexos: 
```
 1-Yanayana
 2-Quishuar
 3-Santa Magdalena
 4-Potaca-Vista Alegre
 5-Santa Rosa de Huacramasana
```

## Geografía
Tiene un área de 43,43 kilómetros cuadrados.

## Autoridades

### Municipales
- 2019-2022[2]
  - Alcalde: Adolfo Roman Macha, Movimiento Alianza Para el Progreso (A).

### Policiales
- Comisaría 
  - Comisario: Sgto. PNP

### Religiosas
- Arquiiócesis de Huancayo[3]
  - Arzobispo: Mons. Pedro Barrego Jimeno, SJ.
- Parroquia[4]
  - Párroco:

## Festividades
- Mayo 22: Señor Anima Paca y Danza de la Pandilla.